# Streitverkündung
Die Streitverkündung ist ein Mittel des deutschen Zivilprozessrechts, mit dem ein bisher nicht beteiligter Dritter förmlich von einem anhängigen Prozess benachrichtigt wird. 
Sie ist in den § 72 bis § 74 der Zivilprozessordnung (ZPO) geregelt.

## Zweck
Durch die Streitverkündung wird die Beteiligung eines Dritten an einem Rechtsstreit herbeigeführt. Der Zweck ist die Bindung des Dritten an die Entscheidung des Prozesses bei einem etwaigen Folgeprozess gegen diesen Dritten.

## Wirkung
Ausgangspunkt der Streitverkündung ist, dass eine Partei in einem aktuellen Prozess (sogenannter Vorprozess) einen ihr ungünstigen Ausgang befürchten muss, andererseits für diesen Fall erwarten kann, einen „Anspruch auf Gewährleistung oder Schadloshaltung“ gegen einen Dritten geltend machen zu können (§ 72 ZPO).
Folgendes Beispiel verdeutlicht dies: 
Bauunternehmer U hat sich in einem Werkvertrag gegenüber Bauherrn B zur Errichtung eines Hauses verpflichtet. Den Dachstuhl errichtet U nicht selbst, sondern lässt ihn durch den Zimmermann Z als Subunternehmer erstellen. B behauptet nun, der Dachstuhl sei nicht ausreichend stabil und verklagt den U auf Mängelbeseitigung. Wird U verurteilt, kann er seinerseits auf Grund des mit Z geschlossenen gesonderten Werkvertrags Ansprüche gegen diesen wegen der von Z zu vertretenden Mängel am Dachstuhl geltend machen.
Die Interessen des U gehen also dahin, entweder den Vorprozess gegen B nicht zu verlieren (wobei ihm der Beitritt des Z als Streithelfer nützlich sein kann), oder für den Fall, dass der Vorprozess verloren geht, jedenfalls durch Gewinn des späteren Folgeprozesses gegen Z sich schadlos zu halten.
Die Streitverkündung (Litisdenunziation, lateinisch Litis denuntiatio) ist nun die durch U als Streitverkünder (Litisdenunziant) ausgesprochene Benachrichtigung des Z (Streitverkündungsempfänger oder häufig Streitverkündeter (Litisdenunziat) genannt) von dem zwischen B und U anhängigen Rechtsstreit. Sie erfolgt durch Einreichung eines Schriftsatzes beim Gericht des Vorprozesses und wird vom Gericht dem Streitverkündungsempfänger zugestellt, § 73 S. 1 und 2 ZPO. Häufig wird mit der Streitverkündung die Aufforderung an den Empfänger verbunden, dem Streitverkünder im Prozess als Streithelfer (Nebenintervenient) beizutreten, notwendig ist das aber nicht.
Zu beachten ist, dass die Streitverkündung als solche (im Gegensatz zur Nebenintervention) im Vorprozess keine weiteren Wirkungen hat. Der Streitverkündungsempfänger wird allein durch die Streitverkündung nicht Prozessbeteiligter, ihm können keine Kosten auferlegt werden. Der Prozess wird ohne Rücksicht auf den Streitverkündungsempfänger fortgesetzt. Anders ist es nur, wenn der Streitverkündungsempfänger dem Streitverkünder (oder auch der Gegenpartei) als Streithelfer (Nebenintervenient) beitritt. Dann wird er Prozessbeteiligter mit der Möglichkeit, Prozesshandlungen vorzunehmen und Rechtsmittel einzulegen. Seine Stellung richtet sich dann nach den Regeln der Nebenintervention.
Die prozessuale Bedeutung der Streitverkündung besteht vor allem in der Wirkung auf den Folgeprozess. Sie liegt darin, dass nach § 74 Abs. 3 ZPO auch dann, wenn kein Beitritt als Nebenintervenient erfolgt, für die Streitverkündung die Wirkung der Nebenintervention entsprechend § 68 ZPO gilt. Auf den Fall der Streitverkündung übertragen, heißt der entscheidende Passus: „Der Streitverkündungsempfänger wird im Folgeprozess im Verhältnis zu dem Streitverkünder mit der Behauptung nicht gehört, dass der Vorprozess, wie er dem Richter vorgelegen habe, unrichtig entschieden sei“. Das bedeutet, dass im Folgeprozess zu Gunsten des Streitverkünders eine Bindung an das Ergebnis des Vorprozesses eintritt.
Für den oben genannten Beispielsfall bedeutet dies: 
Wurde im Vorprozess nach Beweisaufnahme durch einen Sachverständigen festgestellt, dass der Dachstuhl mangelhaft sei, kann dieses Ergebnis im Folgeprozess nicht mehr in Frage gestellt werden, das Gericht ist hieran gebunden. Der Streitverkünder U wird also auf Grund der Streitverkündungswirkung seine Ansprüche wegen des mangelhaften Dachstuhls gegen Z durchsetzen können und muss nicht etwa befürchten, dass im Folgeprozess das Gericht hinsichtlich des Dachstuhls auf Grund einer neuen Beweisaufnahme zum Ergebnis kommen kann, dass ein Mangel doch nicht vorgelegen habe.

## Zulässigkeit
Ob die Streitverkündung als solche zulässig ist, wird erst im Folgeprozess geprüft. Grundsätzlich bedarf es dabei der Anhängigkeit des Vorprozesses, der Streit muss noch nicht rechtshängig sein. Grundsätzlich können beide Parteien den Streit verkünden. 
Die Streitverkündung ist auch im selbständigen Beweisverfahren (§§ 485 ff. ZPO) zulässig. Die Beweisaufnahme wirkt dann entsprechend § 68 ZPO für und gegen den Streitverkündeten, die Verjährung wird gehemmt.

## Verfahren und Form
Die Streitverkündung (§ 73 ZPO) muss schriftlich bzw. kann ausnahmsweise bei Streitigkeiten vor dem Amtsgericht auch zu Protokoll der Geschäftsstelle, erfolgen. Die Erklärung darf nicht mit einer Bedingung versehen sein, und muss die Gründe der Streitverkündung beinhalten. Auch die Lage des Rechtsstreits mit Entscheidungen und Rechtsbehelfen ist anzugeben. Die Zustellung der Streitverkündung erfolgt sodann von Amts wegen über das Gericht. Mit der Zustellung wird die Verjährung materiell-rechtlich gehemmt (§ 204 Abs. 1 Nr. 6 BGB). Handelsrechtlich werden die Gewährleistungsrechte nach § 414 Abs. 3, § 423, § 439 HGB gewahrt.
Der Streitverkündete, also der Dritte, dem der Streit verkündet wurde, kann dem Streit auf Seiten des Klägers oder des Beklagten beitreten. Er kann den Streit auch weiter verkünden, ohne selbst beitreten zu müssen. Mit der Zustellung wirken sich jedoch alle Feststellungen als bindend aus, wenn wirksam der Streit verkündet wurde. Sollte er beitreten, dann gelten für ihn nach § 74 Abs. 1 ZPO die Vorschriften der Nebenintervention (Streithilfe).

## Kosten
Die Rechtsanwaltskosten der Streitverkündung sind in der Verfahrensgebühr enthalten. Da der Streithelfer nicht Partei des Rechtsstreits ist, kann die Kostenentscheidung nicht gegen ihn ausfallen. Bei einem Beitritt als Streithelfer gelten die Vorschriften über die Kosten der Nebenintervention (§ 101 ZPO).

## Abgrenzung
In engem Zusammenhang mit der Streitverkündung steht das Rechtsinstitut der Nebenintervention (Streithilfe).
Im Sozial- und Verwaltungsprozessrecht tritt an die Stelle der Streitverkündung die Beiladung.